# Персидские боевые слоны

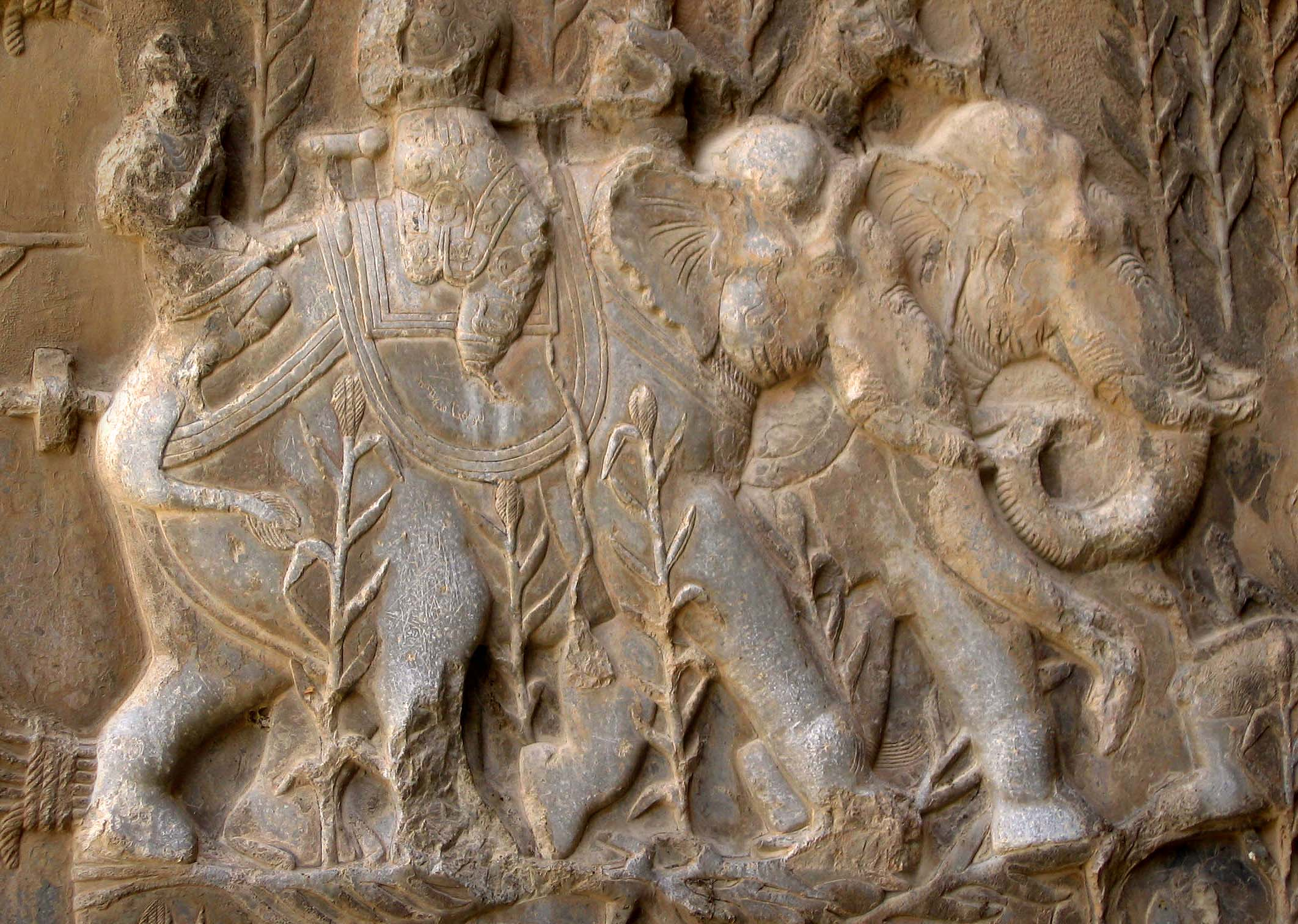
Охота на кабанов со слонов. Барельф в Так-е Бостане.

Персидские боевые слоны — слоны используемые в персидском войске.
Боевые слоны использовались в иранской военной истории, особенно в периоды Ахеменидов, Селевкидов и Сасанидов. Слоны были азиатскими и закупались в южных провинциях Ирана и Индии, а также, возможно, использовались сирийские слоны из Сирии и западного Ирана. Солдаты, за исключением погонщика, сидели в большой башне, из которой вели стрельбу по противнику. Сам слон обычно был прикрыт тонкими пластинчатыми доспехами (Сасаниды также использовали кольчугу) и носил на спине большую зубчатую деревянную хауду. Слоны обучались махаутами, которые и вели их в битву.

## История

### Ахемениды
Персы использовали боевых слонов в битве при Гавгамелах в 331 году до нашей эры. 15 обученных индусами боевых слонов были размещены в центре персидской линии.

### Парфяне
С начала I века нашей эры слоны также использовались как символ царской власти в парфянском Иране. Это понятие было заимствовано у греко-бактрийцев.

### Сасаниды

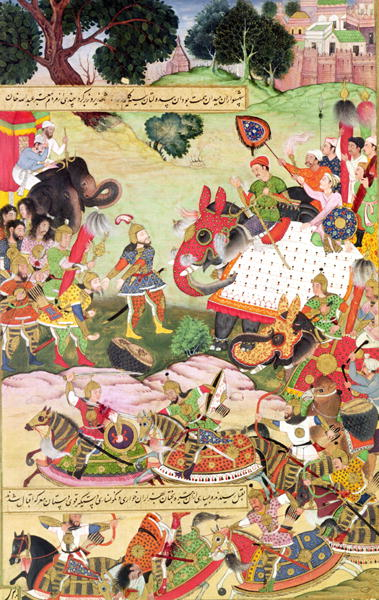
Восседающий на слоне Хосров I борется с маздакистами.

В ранний сасанидский период боевые слоны использовались в битвах как психологическое оружие из-за его устрашающего эффекта. Позже эта роль превратилась в логистическую, а в позднесасанидский период они использовались армейскими командирами для обзора места сражения..
Сасанидские слоны подчинялись особому вождю, известному как «Зенд-хапет», или «Повелитель индейцев», поскольку они были родом из Индии.
Шапур I мог использовать боевых слонов против Валериана. Но больше всего звери использовались в войсках Шапура II. Император Юлиан упоминает об их использовании в войнах 337—361 гг., описывая их как индийских слонов и несущих «железные башни, полные лучников»
Позже Сасаниды использовали слонов против Юлиана во время его кампании в 363 году, в том числе в Ктесифоне, Маранге, а затем во внезапном нападении на силы Юлиана.
Очевидец Аммиан Марцеллин описывает зверей как «блестящих слонов с… жестоко разинутой пастью, едким запахом и странным видом»; в Ктесифоне они были помещены за рядами сасанидских войск, выглядя как «ходячие холмы», которые «движениями их огромных тел… угрожали гибелью всем, кто приближался к ним, как бы они ни боялись их прошлого опыта». Но все эти случаи были результатом «страшной необходимости, а не нормального развертывания», поскольку обычно они не имели большого тактического значения, особенно в генеральных сражениях. Когда они использовались в генеральных сражениях, слоны обычно располагались сзади, в отличие от карфагенских и эллинистических практик.
Сасанидские слоны были наиболее эффективны при осаде укрепленных городов, где они, вероятно, несли башни или хауды и использовались как стрелковые платформы. Согласно Прокопию, император Юстиниан I поднял городские стены Дары на 9 м, чтобы воспрепятствовать нападениям слонов. Прокопий упоминает деревянные башенки, которые позволяли солдатам возвышаться над стенами осажденного города и вести огонь стрелами. Во время лазской войны восемь слонов Мермероя доказали свою эффективность при осадах Археополя и других укреплений лазов.
Сообщается также о различных применениях слонов. Агафий однажды упоминает об их использовании для блокады реки.
В битве у моста Бахман Джадуйе использовал боевых слонов против вторгшихся арабских мусульман под командованием Абу Убайда ибн Масуда. Белый слон хоботом оторвал последнего от лошади и растоптал ногами. Слоны также использовались в битве при Кадисии, но безуспешно.

### Средние века
Боевые слоны использовались Саффаридами, Газневидами и в меньшем масштабе Буидами, а также Хорезмшахами и Тимуридами.

## В популярной культуре
- Шатрандж — из которой постепенно развились современные шахматы, как и индийские шахматы, имеет фигуру по имени «фил» («слон» на персидском) в качестве слона
- В компьютерной игре Age of Empires персы как и ряд других наций могут нанимать боевого слона[10].
- В компьютерной игре Age of Empires II персы имеют уникальным юнитом боевого слона[11].